# Szabó György Balázs

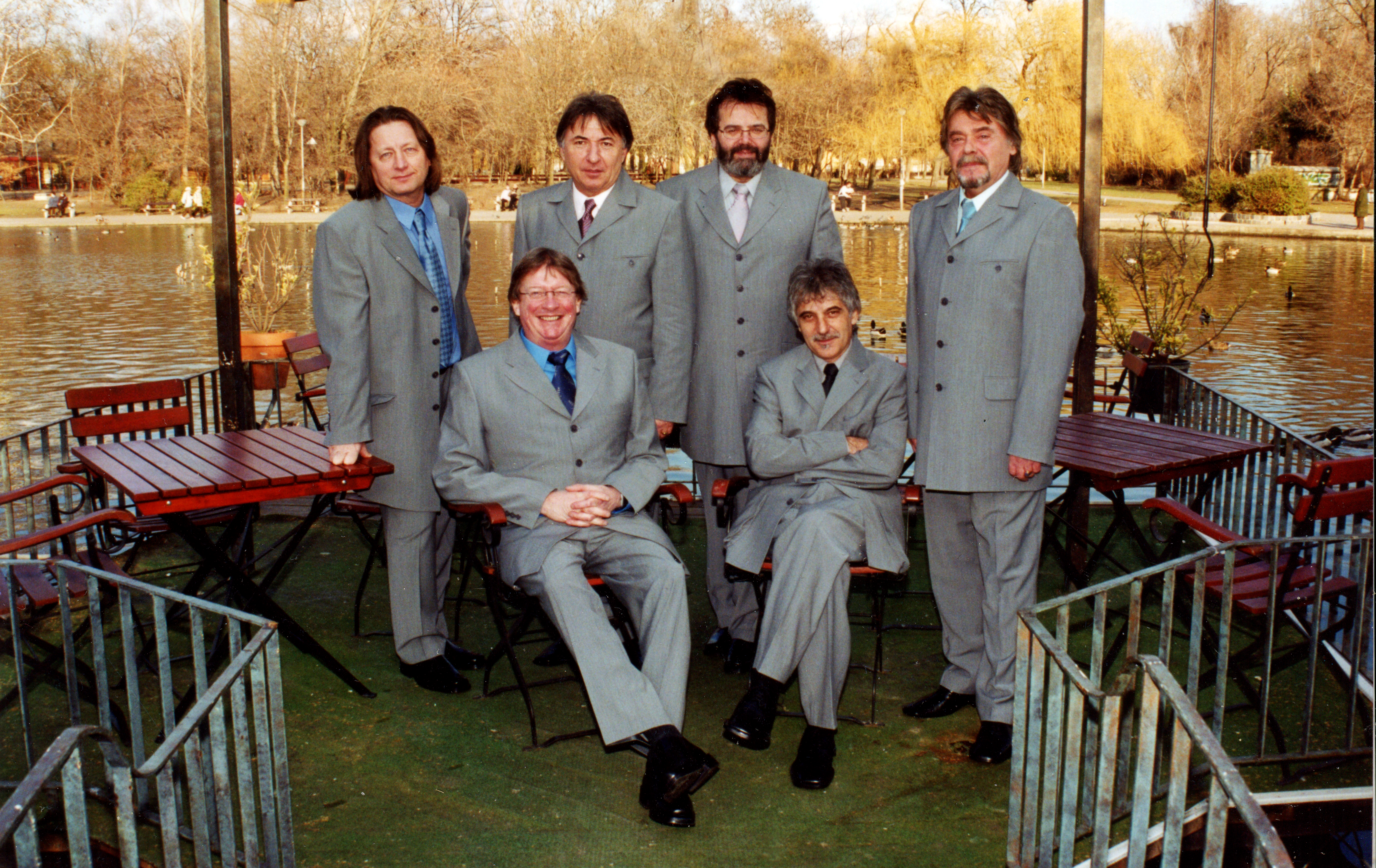
A Gemini együttes tagjaként a Robinson étteremben.
Szabó György Balázs a kép jobb szélén áll

Szabó György Balázs (1945. február 1. – 2016. február 29.) magyar énekes.

## Élete
Szabó György Balázs évekig népszerű énekes volt a Gemini együttesben, fellépett például a Taurus Gumigyárban, 1969-ben. A klubban kezdetleges, de valódi hangszerekkel szólt akkoriban az élő zene. A Kati és a Kerek Perec következett, majd tíz évvel később alapító tagja volt az Old Boysnak és a zenekar énekese volt. 
Zongorázott és basszusgitározott, énekelt, pályája során utóbbit választotta, énekelt. Villamosmérnök, és informatikus végzettsége volt.
Betegsége végén, melyet függősége okozott, tüdeje már csak húsz százalékosan működött. Gépek tartották életben, mígnem a szíve és a tüdeje egyszerre mondta fel a szolgálatot. 2016-ban elhunyt.